# Seututie 360
Pour les articles homonymes, voir Route 360.
La route régionale 360 (finnois : Seututie 360) est une route régionale allant de Elimäki à Kouvola jusqu'à Kausala à Iitti en Finlande,,.

## Présentation
La seututie 360 est une route régionale de la Vallée de la Kymi.